# نئاندرتال ۱

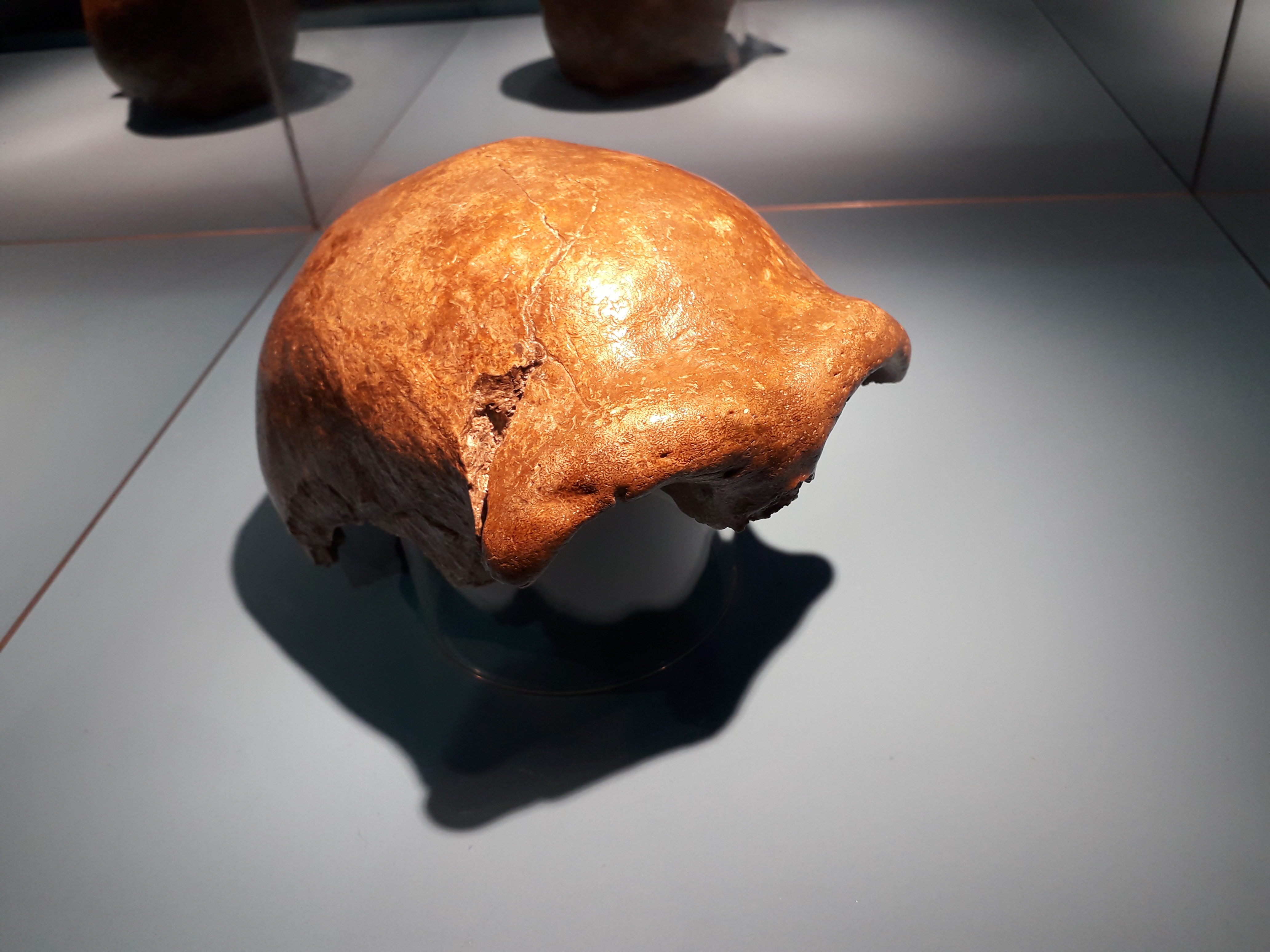
فرق سر نئاندرتال ۱، نمادِ گونهٔ نئاندرتال‌ها، در موزهٔ انسان پاریس

فلدهافر ۱ یا نئاندرتال ۱ نام علمی فسیل ۴۰٬۰۰۰ ساله‌ای از یکی از گونه‌های سردهٔ انسان موسوم به نئاندرتال است. فسیل این فرد در سال ۱۸۵۶ در درهٔ نئاندرتال کشف شد و به همین جهت نئاندرتال ۱ نام گرفت و نام خود را به کل گونهٔ نئاندرتال (نام علمی: Homo neanderthalensis یا H. sapiens neanderthalensis) داده است. قبل از کشف نئاندرتال ۱ هم فسیل‌های دیگری از این گونهٔ منقرض شده یافت شده بود، اما کاشفان متوجهٔ اهمیتشان نشده بودند.